# Natalia Kanem
Natalia Kanem, née en 1954, est une médecin américaine d'origine panaméenne. Elle est depuis 2017 directrice exécutive du Fonds des Nations unies pour la population (FNUAP).

## Biographie

### Éducation
Natalia Kanem naît au Panama le 8 novembre 1954. Son père, premier dentiste noir du pays meurt lorsqu'elle a 6 ans. Elle vit alors aux États-Unis, chez des proches, dans l’État de New York. Elle est diplômée magna cum laude en histoire et sciences de l'université Harvard grâce à une bourse d'études, puis elle obtient son diplôme de médecine à l'université Columbia et une maîtrise en santé publique, avec spécialisation en épidémiologie et en médecine préventive, à l'université de Washington à Seattle.

### Carrière
Natalia Kanem a commencé son parcours professionnel au sein de l'université Johns-Hopkins à Baltimore aux États-Unis et à l'école de médecine et de santé publique de l'université Columbia. 
Kanem était président fondateur d'ELMA Philanthropies, une institution privée axée principalement sur les enfants et les jeunes en Afrique. Elle y a servi de la création de l'institution jusqu'en 2011.
De 2012 à 2013, elle a été associée principale du Lloyd Best Institute des Antilles, dédiée au développement dans les Caraïbes.

### Fondation Ford
Kanem a travaillé à la Fondation Ford de 1992 à 2005, où elle a été pionnière dans le travail sur la santé reproductive et sur la sexualité des femmes en particulier à travers son poste de représentante de la fondation pour l'Afrique de l'Ouest. Elle a ensuite été vice-présidente adjointe des programmes mondiaux de paix et de justice sociale de la Fondation Ford en Afrique, en Asie, en Europe de l'Est, en Amérique du Sud et en Amérique du Nord.

### Fonds des Nations unies pour la population
En 2014, Kanem est devenue la représentante du Fonds des Nations unies pour la population en Tanzanie. En juillet 2016, elle a été nommée sous-secrétaire générale des Nations unies et directrice exécutive adjointe (programme) du FNUAP. Elle a occupé cette fonction jusqu'en juin 2017, lorsque le secrétaire général des Nations unies António Guterres l'a nommée directrice exécutive par intérim du FNUAP, à la suite du décès soudain du directeur exécutif Babatunde Osotimehin.